# Михаил Дамгаджиев
Михаил Дамгаджиев е български революционер, деец на Вътрешната македоно-одринска революционна организация.

## Биография
Михаил Дамгаджиев е роден в 1855 година в странджанското село Цикнихор, тогава в Османската империя. В 1901 година се присъединява към ВМОРО. В 1903 година е определен за началник на смъртната дружина в Цикнихор. През на Илинденско-Преображенското въстание през лятото на 1903 година участва с четата си в нападението срещу турския гарнизон в Цикнихор.